# Том Круз
Том Круз (на английски: Tom Cruise), с рождено име Томас Круз Мейпотър IV, е американски актьор и кинопродуцент.

## Биография

### Ранни години
Роден е на 3 юли 1962 г. в Сиракюз, САЩ. Има 3 сестри и през детските му години неговото семейство често пътува. Още преди да навърши 15 сменя повече от 10 училища в САЩ и Канада. Когато е на 14 години, семейството му се заселва за постоянно в Ню Джърси.
През гимназиалните си години Том постъпва в семинария с идеята да учи за свещеник, но влечението му към актьорската професия го кара да изостави това начинание. След като завършва гимназия, той се премества в Ню Йорк, за да работи като актьор.

### Кариера
Първата си роля в киното Том Круз получава през 1981 г., където играе периферен персонаж. Играта му във филма е харесана от публиката. През следващите години Том Круз получава роли в няколко големи филма – „Топ Гън“ (1986), „Цветът на парите“ (1986), „Рейнман“ (1988), „Роден на четвърти юли“ (1989) и други. След тези свои изяви Круз се превръща в един от известните на публиката актьори, което му помага да получи роли във филми като „Интервю с вампир“ (1994) и „Мисията невъзможна“ (1996), които му носят голям успех.
През 1996 г. Круз участва във филма „Джери Магуайър“, за който е номиниран за награда „Оскар“ в категорията най-добър актьор. С филмите, в които участва през 90-те години, Том поставя рекорд като става първият актьор в света, участвал последователно в пет филма с приходи над 100 милиона долара – „Доблестни мъже“ (1992), „Фирмата“ (1993), „Интервю с вампир“ (1994), „Мисията невъзможна“ (1996) и „Джери Магуайър“ (1996).
Том Круз е обявен от списание Форбс за най-влиятелната фигура в шоубизнеса за 2005 г.

### Личен живот
От католическата вяра се отказа публично през 1990 г. и приема сциентологията (Църква на Сциентологията), към която принадлежи и първата му съпруга Мими Роджърс. Техният брак е сключен през 1987 г., разтрогнат е през 1990 г.
От 1990 до 2001 г. Круз е женен за Никол Кидман, с която се запознават на снимачната площадка на филма „Дни на грохот“. Впоследствие съпрузите осиновяват две деца – Изабела Джейн и Антъни Конър. Том Круз подава молба за развод с Никол Кидман три дни преди 10-годишнината от брака им. Съгласно американското законодателство, след навършване на 10 години от брака, при развод бившият съпруг се задължава да изплаща доживотна издръжка на съпругата. В този момент Кидман е бременна в третия месец и малко по-късно пометва.
След втория си развод актьорът има тригодишна връзка с актрисата Пенелопе Крус, с която се разделят през 2004 г.
През 2005 г. се запознава с друга своя колежка – Кейти Холмс. Младата актриса е известна най-вече от сериала „Кръгът на Доусън“ и филмите „Момчета-чудо“ и „Партито на Ейприл“. На 17 юни 2005 г. 44-годишният актьор прави предложение за брак на 27-годишната Кейти на върха на Айфеловата кула в Париж. На 18 април 2006 г. се ражда първото и за двамата актьори дете, което те наричат Сури.

## Филмография
| година | филм                                              | оригинално заглавие                           | роля                  | режисьор            | бележки        |
| ------ | ------------------------------------------------- | --------------------------------------------- | --------------------- | ------------------- | -------------- |
| 1981   | Безкрайна любов                                   | Endless Love                                  | Били                  | Франко Дзефирели    |                |
| 1981   | Кадети                                            | Taps                                          | Дейвид Шоун           | Харолд Бекър        |                |
| 1983   | Аутсайдерите                                      | The Outsiders                                 | Стийв Рандъл          | Франсис Форд Копола |                |
| 1983   |                                                   | Losin' It                                     | Уди                   | Къртис Хенсън       |                |
| 1983   | Правилният избор                                  | All the Right Moves                           | Стефан Джорджевич     | Майкъл Чапман       |                |
| 1983   | Рискован бизнес                                   | Risky Business                                | Джоел Гудсън          | Пол Брикман         |                |
| 1985   | Легенда                                           | Legend                                        | Джак                  | Ридли Скот          |                |
| 1986   | Топ Гън                                           | Top Gun                                       | Пийт „Маверик“ Мичъл  | Тони Скот           |                |
| 1986   | Цветът на парите                                  | The Color of Money                            | Винсънт Лория         | Мартин Скорсезе     |                |
| 1988   | Коктейл                                           | Cocktail                                      | Брайън Фланаган       | Роджър Доналдсън    |                |
| 1988   | Рейнман                                           | Rain Man                                      | Чарли Бабит           | Бари Левинсън       |                |
| 1989   | Роден на четвърти юли                             | Born on the Fourth of July                    | Рон Ковик             | Оливър Стоун        |                |
| 1990   | Дни на грохот                                     | Days of Thunder                               | Коул Трикъл           | Тони Скот           | също сценарист |
| 1992   | Далече, далече                                    | Far and Away                                  | Джоузеф Донъли        | Рон Хауърд          |                |
| 1992   | Доблестни мъже                                    | A Few Good Men                                | лейтенант Даниел Кафи | Роб Райнър          |                |
| 1993   | Фирмата                                           | The Firm                                      | Мич Макдир            | Сидни Полак         |                |
| 1994   | Интервю с вампир                                  | Interview with the Vampire                    | Лестат                | Нийл Джордан        |                |
| 1996   | Мисията невъзможна                                | Mission: Impossible                           | Итън Хънт             | Брайън Де Палма     | също продуцент |
| 1996   | Джери Магуайър                                    | Jerry Maguire                                 | Джери Магуайър        | Камерън Кроу        |                |
| 1999   | Широко затворени очи                              | Eyes Wide Shut                                | Бил Харфорд           | Стенли Кубрик       |                |
| 1999   | Магнолия                                          | Magnolia                                      | Франк Маккей          | Пол Томас Андерсън  |                |
| 2000   | Мисията невъзможна 2                              | Mission: Impossible II                        | Итън Хънт             | Джон Ву             | също продуцент |
| 2001   |                                                   | Stanley Kubrick: A Life in Pictures           | разказвач             | Ян Харлан           |                |
| 2001   | Ванила Скай                                       | Vanilla Sky                                   | Дейвид Еймс           | Камерън Кроу        | също продуцент |
| 2002   |                                                   | Space Station 3D                              | разказвач             |                     |                |
| 2002   | Специален доклад                                  | Minority Report                               | Джон Андертън         | Стивън Спилбърг     |                |
| 2002   | Остин Пауърс в Златния член                       | Austin Powers in Goldmember                   | себе си               | Джей Роуч           |                |
| 2003   | Последният самурай                                | The Last Samurai                              | Нейтън Алгрен         | Едуард Зуик         | също продуцент |
| 2004   | Съучастникът                                      | Collateral                                    | Винсънт               | Майкъл Ман          |                |
| 2005   | Война на световете                                | War of the Worlds                             | Рей Ферие             | Стивън Спилбърг     |                |
| 2006   | Мисията невъзможна 3                              | Mission: Impossible III                       | Итън Хънт             | Джей Джей Ейбрамс   | също продуцент |
| 2007   | Офицери и пешки                                   | Lions for Lambs                               | сенатор Джаспър Ървин | Робърт Редфорд      |                |
| 2008   | Операция Валкирия                                 | Valkyrie                                      | Клаус фон Щауфенберг  | Брайън Сингър       |                |
| 2008   | Тропическа буря                                   | Tropic Thunder                                | Лес Гросман           | Бен Стилър          |                |
| 2010   | Истинска измама                                   | Knight and Day                                | Рой Милър             | Джеймс Манголд      |                |
| 2011   | Мисията невъзможна: Режим Фантом                  | Mission: Impossible – Ghost Protocol          | Итън Хънт             | Брад Бърд           | също продуцент |
| 2012   | Рок завинаги                                      | Rock of Ages                                  | Стейси Джакс          | Адам Шанкам         |                |
| 2012   | Джак Ричър                                        | Jack Reacher                                  | Джак Ричър            | Кристофър Маккуори  | също продуцент |
| 2013   | Забвение                                          | Oblivion                                      | Джак Харпър           | Джозеф Косински     |                |
| 2014   | На ръба на утрешния ден                           | Edge of Tomorrow                              | Кейдж                 | Дъг Лайман          |                |
| 2015   | Мисията невъзможна: Престъпна нация               | Mission: Impossible – Rogue Nation            | Итън Хънт             | Кристофър Маккуори  | също продуцент |
| 2016   | Джак Ричър: Не се връщай                          | Jack Reacher: Never Go Back                   | Джак Ричър            | Едуард Зуик         | също продуцент |
| 2017   | Мумията                                           | The Mummy                                     | Ник Мортън            | Алекс Кърцман       |                |
| 2018   | Мисията невъзможна: Разпад                        | Mission: Impossible – Fallout                 | Итън Хънт             | Кристофър Маккуори  | също продуцент |
| 2022   | Топ Гън: Маверик                                  | Top Gun: Maverick                             | Пийт „Маверик“ Мичъл  | Джоузеф Косински    | също продуцент |
| 2023   | Мисията невъзможна 7: Пълна разплата – част първа | Mission: Impossible – Dead Reckoning Part One | Итън Хънт             | Кристофър Маккуори  | също продуцент |
| 2024   | Мисията невъзможна 7: Пълна разплата – част втора | Mission: Impossible – Dead Reckoning Part Two | Итън Хънт             | Кристофър Маккуори  | също продуцент |
| 2025   | Мисията невъзможна: Възмездие                     | Mission: Impossible – The Final Reckoning     | Итън Хънт             | Кристофър Маккуори  | също продуцент |

## Награди и номинации
| Година | Продукция                          | Награда                                                         | Резултат  |
| ------ | ---------------------------------- | --------------------------------------------------------------- | --------- |
| 1984   | „Рискован бизнес“                  | Златен глобус за най-добър актьор в мюзикъл или комедия         | номинация |
| 1990   | „Роден на четвърти юли“            | Златен глобус за най-добър актьор в драматичен филм             | награда   |
| 1990   | „Роден на четвърти юли“            | Оскар за най-добра мъжка роля                                   | номинация |
| 1991   | „Роден на четвърти юли“            | Награда на БАФТА за най-добър актьор в главна роля              | номинация |
| 1993   | „Доблестни мъже“                   | Златен глобус за най-добър актьор в драматичен филм             | номинация |
| 1995   | „Интервю с вампир“                 | Сатурн за най-добър актьор                                      | номинация |
| 1997   | „Джери Магуайър“                   | Златен глобус за най-добър актьор в мюзикъл или комедия         | награда   |
| 1997   | „Джери Магуайър“                   | Сателит за най-добър актьор в мюзикъл или комедия               | награда   |
| 1997   | „Джери Магуайър“                   | Оскар за най-добра мъжка роля                                   | номинация |
| 2000   | „Магнолия“                         | Златен глобус за най-добър поддържащ актьор                     | награда   |
| 2000   | „Магнолия“                         | Оскар за най-добра поддържаща мъжка роля                        | номинация |
| 2000   | „Магнолия“                         | Сателит за най-добър актьор в поддържаща роля в драматичен филм | номинация |
| 2002   | „Ванила Скай“                      | Сатурн за най-добър актьор                                      | награда   |
| 2003   | „Специален доклад“                 | Сатурн за най-добър актьор                                      | номинация |
| 2003   | „Специален доклад“                 | Емпайър за най-добър актьор                                     | награда   |
| 2004   | „Последният самурай“               | Златен глобус за най-добър актьор в драматичен филм             | номинация |
| 2004   | „Последният самурай“               | Сателит за най-добър актьор в драматичен филм                   | номинация |
| 2004   | „Последният самурай“               | Сатурн за най-добър актьор                                      | номинация |
| 2005   | „Съучастникът“                     | Сатурн за най-добър актьор                                      | номинация |
| 2005   | „Съучастникът“                     | Емпайър за най-добър актьор                                     | номинация |
| 2006   | „Война на световете“               | Сатурн за най-добър актьор                                      | номинация |
| 2007   | „Мисията невъзможна 3“             | Сатурн за най-добър актьор                                      | номинация |
| 2009   | „Тропическа буря“                  | Златен глобус за най-добър поддържащ актьор                     | номинация |
| 2009   | „Операция Валкирия“                | Сатурн за най-добър актьор                                      | номинация |
| 2012   | „Мисията невъзможна: Режим Фантом“ | Сатурн за най-добър актьор                                      | номинация |
| 2015   | „На ръба на утрешния ден“          | Сатурн за най-добър актьор                                      | номинация |